# Killed by Death
Killed by Death ist ein Lied der britischen Band Motörhead, das am 1. September 1984 als Single erschien und später auf der Kompilation No Remorse veröffentlicht wurde.

## Veröffentlichung
Killed by Death ist die erste und einzige Singleauskopplung aus dem Best-of-Album No Remorse und eines von vier neuen Liedern auf dieser Kompilation. Es handelte sich bei diesen um die ersten Lieder des neuen Line-ups mit den beiden Gitarristen Michael Burston („Wurzel“) und Phil Campbell, die Brian Robertson ersetzten, sowie Schlagzeuger Pete Gill, der für Phil Taylor einsprang. Killed by Death wurde in den Britannia Row Studios in London eingespielt, Produzenten waren Vic Maile und Guy Bidmead.
Es wurde außerdem ein Video zu dem Lied in der Wüste von Arizona gedreht, Regisseur war Plasmatics-Manager Rod Swenson. Das Video wurde von Island Records via zweier leichtbekleideter weiblicher Biker dem Fernsehsender MTV überbracht. Der Sender verweigerte jedoch die Ausstrahlung wegen „excessive and senseless violence“ („exzessiver und sinnloser Gewalt“) und nicht, wie Lemmy Kilmister irrtümlich in seiner Biografie angibt, wegen anstößiger Inhalte. Im Video befreit Lemmy eine junge Frau aus einem verspießten Elternhaus und wird anschließend von Polizisten gejagt. Während eines Rockeraufstands wird er festgenommen und auf dem elektrischen Stuhl hingerichtet, kehrt jedoch von den Toten zurück.
Bronze Records veröffentlichte die Single am 1. September 1984 als 7’’-Version mit einer um eine Minute kürzeren Version und als 12’’ in Originallänge von 4:40. Auf beiden Veröffentlichungen war die B-Seite Under the Knife, wobei von Under the Knife zwei in Musik und Text unterschiedliche Versionen existieren. Die 12’’ enthält beide Versionen. Eine weitere 12’’ erschien als Promo-Version für Radiostationen und enthielt den Track sowohl auf der A- als auch auf der B-Seite. Diese Version gilt heute als gesuchte Rarität. Das Coverartwork ist schwarz mit dem Bandmaskottchen Snaggletooth als Aufdruck. Die Rückseite zeigt alle Bandmitglieder mit unterschiedlichen Sterbensarten: Lemmy auf dem elektrischen Stuhl, Burston am Kreuz, Campbell auf dem Scheiterhaufen und Gill vor einem Erschießungskommando. Es erschien außerdem noch eine Picturedisc mit dem Bandlogo.

## Besetzung
- Lemmy Kilmister – Bass, Gesang
- Phil Campbell – Gitarre
- Michael Burston – Gitarre
- Pete Gill – Schlagzeug

## Bedeutung und Rezeption
Killed by Death ist im typischen Motörhead-Stil gehalten und eher im Midtempo angesiedelt. Der Text karikiert Kilmisters Image als Frauenheld und enthält einige schwer zu interpretierende, aber als obszön bewertete Textpassagen („If you squeeze my lizard, I’ll put my snake on you“). Die Tautologie des Titels („Getötet vom Tod“) wurde später in einer Reihe von Nachrufen auf Lemmy Kilmister verwendet.
Bei dem Lied handelt es sich um einen der großen Klassiker von Motörhead. Obwohl es mit Platz 51 der britischen Charts eher hinter den Erwartungen zurückblieb, wurde es über die Jahre zum Liveklassiker und später auf einer Reihe weiterer Best-of-Alben sowie auf den verschiedenen Livealben erneut veröffentlicht.

## Cover-Versionen
Die finnische Band Viikate veröffentlichte unter dem Titel Kuollut Kuin Hengetön eine Version in finnischer Sprache. Das Musikvideo parodiert das Original, indem ein Pastor auf einem Moped ein tugendhaftes Mädchen entführt, deren Eltern den jungfräulichen Lebensstil der Tochter ablehnen.
Eine deutschsprachige Version des Songs spielte die Gruppe Pöbel & Gesocks unter dem Titel „Vom Tod gefickt“ ein.
2022 veröffentlichte die Sludge-Metal-Band Tombs eine werktreue Cover-Version des Songs.